# Ceranchia
Ceranchia é um gênero de mariposa pertencente à família Bombycidae.